# Hernán Carrasco Vivanco
Hernán Carrasco Vivanco (Arauco, 29 marzo 1923 – Santa Tecla, 10 settembre 2023) è stato un allenatore di calcio cileno.

## Carriera
Guidò la Nazionale salvadoregna ai Mondiali del 1970.

## Palmarès

### Allenatore

#### Competizioni nazionali
- Campionato salvadoregno: 2

Alianza: 1965-1966, 1967

#### Competizioni internazionali
- CONCACAF Champions League: 1

Alianza: 1967